# Ashanti (colonie de la Couronne)
Pour les articles homonymes, voir Ashanti.
1er janvier 1902 – 6 mars 1957
(55 ans, 2 mois et 5 jours)
Entités précédentes :
- Empire ashanti

Entités suivantes :
- Dominion du Ghana

Ashanti est une colonie de la Couronne britannique en Afrique de l'Ouest du 1er janvier 1902 jusqu'à son indépendance dans le cadre du dominion du Ghana en 1957. On y fait parfois référence en tant que protectorat ashanti, cependant aucun instrument ni texte juridique n'est identifié pour établir un protectorat, et ce terme semble plutôt concerner la période intermédiaire entre 1896 et 1902.

## Historique

### Contexte
L'Empire ashanti dominait un très vaste territoire de la Côte de l'Or depuis 1701 et s'est confronté à plusieurs reprises contre les Britanniques lors des guerres anglo-ashanti. La structure administrative et l'économie de l'empire lui permettent de survivre et rivaliser avec les troupes européennes ainsi qu'à la fin de la traite des esclaves. En 1863, la seconde guerre anglo-ashanti pousse les Britanniques à repenser la gestion du territoire et amorcer une politique d'expansion. En 1874, l'Empire ashanti subit une lourde défaite et sa capitale, Kumasi, est mise à sac. 
Après cette défaite, les troupes britanniques occupent de nouveau le royaume ashanti en janvier 1896 et soumettent le royaume à une forme de protectorat ou à une annexion complète. Il en résulte l'exil forcé de l'Asantehene qui appelle à ne pas résister.
En 1900, l'Asantehemaa Yaa Asantewaa et le reste de la cour se soulèvent lors de la guerre du trône d'or. Les Britanniques répriment la rébellion avec violence et déportent l'Asantehemaa et le reste de la cour également aux Seychelles.

### Colonie de la couronne
Le résultat fut l'annexion d'Ashanti par les Britanniques afin qu'il devienne une partie des dominions de Sa Majesté et une colonie de la Couronne britannique avec son administration entreprise par un commissaire en chef sous l'autorité du gouverneur colonial de la Côte-de-l'Or. Ashanti a été classé comme une colonie par conquête. La législation par laquelle cette annexion a été effectuée et l'administration constituée était le décret Ashanti de 1901 pris le 26 septembre 1901,.
Les Ashantis (ou Asante) ont perdu leur souveraineté mais pas l'intégrité essentielle de leur système socio-politique. En 1935, l'autodétermination limitée des Ashantis a été officiellement régularisée dans l'établissement formel de la Confédération ashanti,. L'application de l'Indirect rule s'effectue pour contrer la tendance moderniste engagée depuis l'exil des représentants traditionalistes ashantis. En effet, le bouleversement socio-économique s'accompagne alors de troubles que seule l'autorité juridique reconnue par les Ashantis est alors en mesure d'entériner. Dès son retour, en 1935, Prempeh II parvient à associer les coutumes traditionalistes à la modernisation des structures de l'État. Ironiquement, la mise en place de l'Indirect Rule, dans une intention conservatrice, joua un rôle majeur dans la légitimation du pouvoir local et les étapes de décolonisation ultérieures.
Ashanti a continué à être administré avec la plus large Côte de l'Or mais est resté néanmoins une colonie de la Couronne distincte jusqu'à ce qu'elle soit unie dans le cadre du nouveau dominion nommé Ghana en vertu de la Loi de 1957 sur l'indépendance du Ghana (en).

## Conséquences
Dès la mise en place de la Colonie de la Couronne, les Britanniques se sont assurés de garantir le libre-échange et de soutenir la libre circulation des commerçants. Ils dissolvent l'administration des marchés par les cour et chefferies locales, ce qui permet aux entreprises d'import-export de renforcer leur capacité économique. 
Les Britanniques créent plusieurs institutions coloniales telles que des casernes, des prisons ou des écoles. Durant la Première et surtout Seconde Guerre mondiale, le recrutement de soldats fait augmenter les prix de base et soumet la population à des situations de famine. Cette situation renforce les mouvements indépendantistes et les boycotts de certaines denrées comme le cacao.